# Peter von Zahn
Peter von Zahn (* 29. Januar 1913 in Chemnitz; † 26. Juli 2001 in Hamburg) war ein deutscher Hörfunk- und Fernsehjournalist sowie geschäftsführender Gesellschafter der Anatol AV- und Filmproduktion und Gesellschafter der Windrose Film- und Fernsehproduktion.

## Leben

### Die ersten Jahre
Peter von Zahn wuchs in Dresden als Sohn des Offiziers Friedrich Paul von Zahn auf. Er besuchte Gymnasien in Dresden und in Freiburg im Breisgau, machte das Abitur und wurde dann Verlagsvolontär bei Langen-Müller in München. Von 1931 bis 1939 studierte er Rechtswissenschaften, Geschichte und Zeitungswissenschaften in Wien, Jena, Berlin und Freiburg im Breisgau, wo er nach erfolgreicher Verteidigung seines Dissertationsthemas Die sozialen Ideen des Täufertums bei Gerhard Ritter zum Doktor der Philosophie promoviert wurde. Seit den gemeinsamen Freiburger Studienjahren verband ihn eine lebenslange Freundschaft mit seinem Kollegen Michael Vermehren. Nach dem Studium arbeitete Peter von Zahn als Angestellter beim Deutschen Verlag in Berlin. Er heiratete Ende August 1939 die Britin Christabel Ayscough-Clarke; 1940 kam ihre Tochter Sabine zur Welt. Aus der Ehe gingen weitere Töchter (Irene, Camilla und Virginia) hervor.
Er wurde wenige Tage nach dem Beginn des Zweiten Weltkriegs zum Kriegsdienst eingezogen. Er war 1939 bis 1940 Gefreiter, unter anderem als Fernschreiber in der Bunkeranlage Zossen bei Berlin, im Führerhauptquartier Wolfsschanze und später in Bad Godesberg.
Ab 1942 war er bei der Propaganda-Ersatzabteilung (Potsdam).
Er war nach dem Beginn des deutsch-sowjetischen Krieges ab 1942 Kriegsberichterstatter in einer Propagandakompanie der Wehrmacht in der Ukraine und dort zwei Monate lang auch einem SS-Sonderkommando zugeordnet.
1943 wurde er zum Leutnant befördert und seine Tochter Domenica kam zur Welt.
1944 diente er beim Stab der 16. Armee in Nordwestrussland und war Zugführer bei der Propaganda-Kompanie 501 (16. Armee).
Seine Ehefrau wurde nach dem Attentat auf Hitler am 20. Juli 1944 verhaftet und saß mehrere Wochen im Landesgefängnis Hechingen.
Peter von Zahn floh 1945 aus Russland nach England, dolmetschte in einem britischen Kriegsgefangenenlager und hatte erste Kontakte zu Captain Everitt (Walter Eberstadt) und Radio Hamburg.
Er wurde im Juni 1945 Redakteur und Kommentator bei Radio Hamburg.

### Nordwestdeutscher Rundfunk
Radio Hamburg wurde zum 30. September 1945 in den Nordwestdeutschen Rundfunk (NWDR) umgewandelt. Er wurde erster Leiter der Abteilung talks & features, aus der später die Hauptabteilung Wort hervorging. 1948 folgte eine Korrespondententätigkeit in Düsseldorf, 1949 die Leitung dieses Studios. Dort betreute von Zahn die fünfzehnminütige Sendung Von Rhein und Ruhr. Ständige Konflikte mit dem Generaldirektor Adolf Grimme wegen zu provokanter Aussagen führten Peter von Zahn aber bald ins Ausland.
Als erster festangestellter deutscher Auslandskorrespondent nach dem Zweiten Weltkrieg ging von Zahn als Amerika-Korrespondent in die USA. Von 1951 bis 1960 war er dem deutschen Publikum als Rundfunkkorrespondent in Washington bekannt, zunächst mit der fünfzehnminütigen Radiosendung Aus der neuen Welt. Am 3. Oktober 1955 kam die dreißigminütige Fernsehsendung Bilder aus der neuen Welt hinzu, von der 50 Folgen bis 1960 erschienen. Sie begründeten die erste systematische Auslandsberichterstattung des westdeutschen Fernsehens. Von 1955 bis 1957 unterstützte das State Department diese Bemühungen über die ihr unterstellte United States Information Agency (USIA), welche die Produktionskosten übernahm. 1957 bezahlte der Nord- und Westdeutscher Rundfunkverband (NWRV) die Sendung, der Vertrag lief bis zum 31. März 1961.

### Windrose
Schon vor Ablauf dieses Vertrags ließ sich von Zahn, der ab 1960 als Fernsehproduzent tätig wurde, von der Freies Fernsehen Gesellschaft (FFG) abwerben, die für ihr prominentestes Aushängeschild erheblich mehr zahlte: 50 Millionen DM Auftragsvolumen für die nächsten acht Jahre machten die finanziell riskante Gründung eines privaten Auslandsreporternetzes möglich, der Windrose Film- und Fernsehproduktions GmbH, deren Sendereihe Die Reporter der Windrose berichten er produzierte und deren Geschäftsführer von Zahn von 1961 bis 1980 war. Diese Firma arbeitete ausgesprochen fortschrittlich, so wurden beispielsweise die Aufnahmen von einem Drehort für verschiedene Projekte verwendet, um Kosten zu sparen. Nachdem die FFG sich bereits vor Sendebeginn auflösen musste, zeigte der WDR die schon fertiggestellten Filme von 1961 bis 1963 mit riesigem Erfolg. Daraus entstand dann ein eigenes Magazin, der Weltspiegel, das erstmals am 5. April 1963 ausgestrahlt wurde. Peter von Zahn war zudem Kolumnist für Die Welt. Von 1967 bis 1968 war er Moderator der Fernsehsendung Report des SWF. Früh nutzte von Zahn das Medium Dokumentarspiel zur Vermittlung von Wissen zur Zeitgeschichte: 1969 für Die Kuba-Krise 1962 und Die fünf Prüfungen des Oberbürgermeisters (über den ehemaligen Kölner Oberbürgermeister Konrad Adenauer), 1975 Die Pentagon-Papiere (über den ehemaligen Pentagon-Mitarbeiter Daniel Ellsberg).

### Zurück in Europa

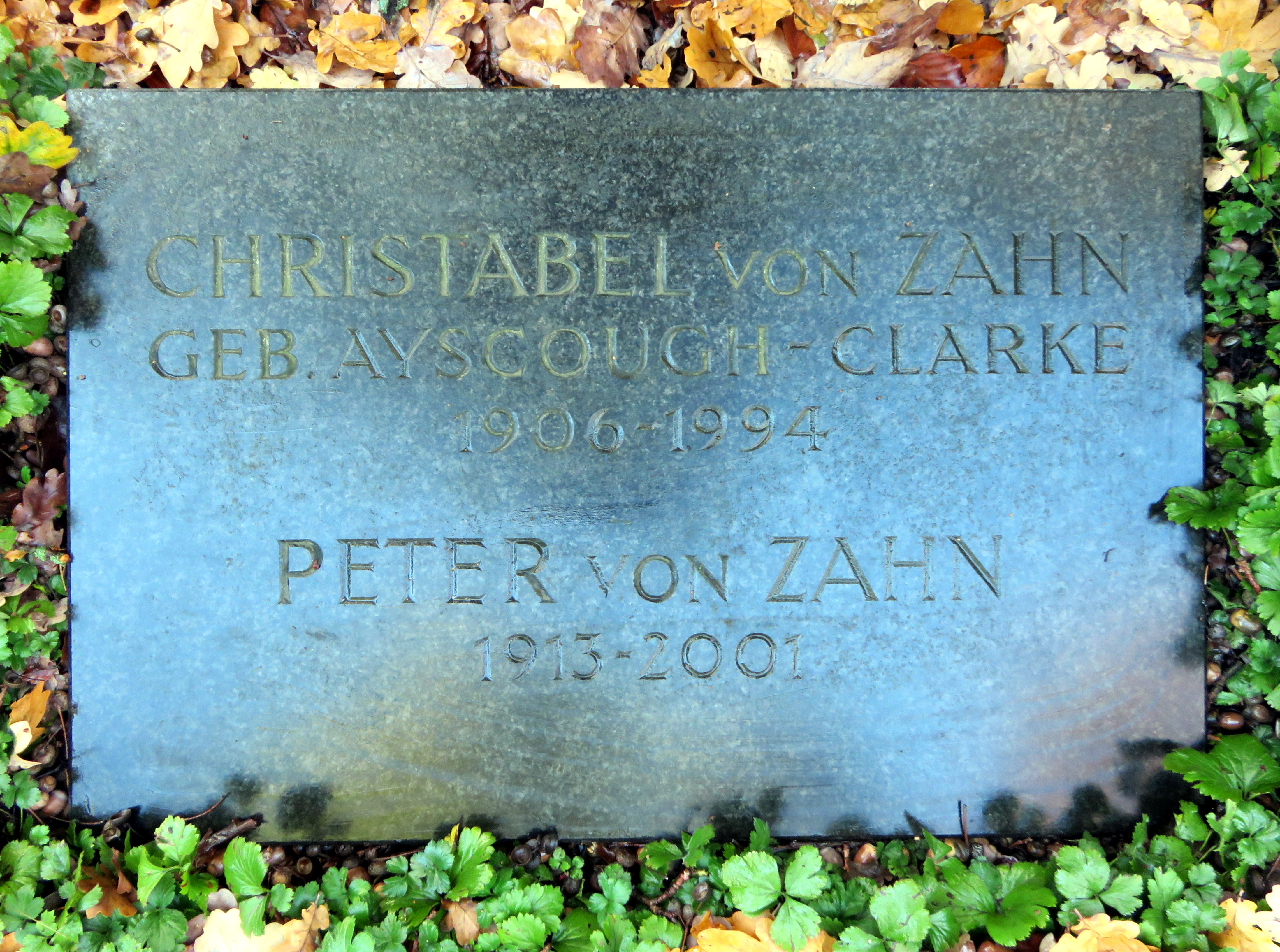
Kissenstein Peter von Zahn auf dem Friedhof Ohlsdorf

Nach seiner Zeit in den USA arbeitete Peter von Zahn als freier Autor, Regisseur und Produzent. Er erstellte fast 3000 Hörfunkbeiträge und über 1000 Fernsehfilme, zumeist Reportagen. Dabei besaß er einen sehr prägnanten Sprachstil mit eigenwilliger Betonung. Viel Beachtung erfuhr auch die von ihm in den 1980er-Jahren gestaltete ZDF-Vorabendsendung Bilder, die die Welt bewegten, in der er sich monothematisch mit jeweils einem medialen Großereignis (zumeist Katastrophen) beschäftigte. Ab 1969 war er Lehrbeauftragter der Universität Mainz zum Thema Grundsätze der Programmgestaltung im Fernsehen.
Im Jahr 1982 wurde er Geschäftsführer der Anatol AV und Filmproduktion GmbH. 1987 veröffentlichte er den Essay Verläßt uns Amerika? und 1991 seine Autobiographie Stimme der ersten Stunde. Ein letzter Teil seiner Erinnerungen war noch in Bearbeitung, als Peter von Zahn 2001 in Hamburg nach langer schwerer Krankheit starb. Dieser Teil kam daraufhin nicht zur Veröffentlichung.
Seine Grabstätte befindet sich auf dem Hamburger Friedhof Ohlsdorf, Grabstelle Z11 (159). Sein Enkel ist der ehemalige Politiker der Partei Die Linke in Hamburg Bijan Tavassoli. Peter von Zahn war mit dem Marineoffizier Friedrich Ruge verwandt.

## Auszeichnungen und Ehrungen
- 1964 : Preis der Presse-Jury beim Adolf-Grimme-Preis für Ben Gurion
- 1966: Adolf-Grimme-Preis mit Gold für § 175 Die Homosexuellen – Betrachtungen zu einem Problem der Strafrechtsreform und Hinter den Sternen – Geduld mit Tieren
- 1970: DAG-Fernsehpreis in Silber für Die Kuba-Krise 1962
- 1974: DAG-Fernsehpreis in Gold für Die geheimen Papiere des Pentagons
- 1982: Goldener Gong für die Unterhaltungssendung „Spaß, Spiel, Sport und Spuk“
- 1981: Bundesverdienstkreuz 1. Klasse
- 1985: Goldene Kamera (Hör zu)
- 1989: Bayerischer Fernsehpreis Ehrenpreis des bayerischen Ministerpräsidenten
- 1990: Bambi (Auszeichnung)
- 1995: Ehrenprofessor der Universität Hamburg[8]
- 1995: Professor h. c. durch den Hamburger Senat[4]
- 1999: Hamburger Bürgerpreis der CDU Hamburg[9][10]

## Veröffentlichungen (Auswahl)
- Studien zur Entstehung der sozialen Ideen des Täufertums in den ersten Jahren der Reformation, Univ. Diss. Freiburg 1939
- als Mithrsg.: Nordwestdeutsche Hefte, 1946–1947
- Schwarze Sphinx. Bericht von Rhein und Ruhr, 1949
- Fremde Freunde. Bericht aus der Neuen Welt, 1953
- An den Grenzen der Neuen Welt, 1955
- Bericht aus der farbigen Welt, 1960
- Windrose der Zeit. Aus dem Tagebuch, 1963
- Hinter den Sternen. Geschichte des Show-business, 1967
- Forschung hat viele Gesichter, 1978
- Alles fließt. Ein Buch über das Wasser, 1985
- Verläßt uns Amerika? 1987
- Das Licht, in dem wir leben, 1988
- Stimme der ersten Stunde: Erinnerungen 1913–1951, 1991
- Reporter der Windrose. Erinnerungen 1951–1964, 1994
- Zwei Jahrtausende Kindheit (mit Marie-Louise von Plessen), 1979 und 1995